# Mistrovství světa v judu 2015 – muži – polostřední váha (-81 kg)
Zápasy v judu na XL. mistrovství světa v kategorii polostředních vah mužů proběhly v Astaně, 27. srpna 2015.

## Finále
| finále          |                 |
| --------------- | --------------- |
| Takanori Nagase | Takanori Nagase |
| Loïc Pietri     | Takanori Nagase |

## Opravy / O bronz
Poražení čtvrtfinalisté se utkávají mezi sebou v opravách. Vítězové oprav následně vyzvou poražené semifinalisty v boji o bronzovou medaili.
| opravy           | o bronz                |                        |
| ---------------- | ---------------------- | ---------------------- |
| Sven Maresch     | I Sung-su              | Antoine Valois-Fortier |
| I Sung-su        | I Sung-su              | Antoine Valois-Fortier |
|                  | Antoine Valois-Fortier | Antoine Valois-Fortier |
| Valerij Duminika | Victor Penalber        | Victor Penalber        |
| Victor Penalber  | Victor Penalber        | Victor Penalber        |
|                  | Avtandil Črikišvili    | Victor Penalber        |

## Pavouk
|   | 1/128                  | 1/64                    | 1/32                   | 1/16                   | čtvrtfinále            | semifinále             | finále          |
| - | ---------------------- | ----------------------- | ---------------------- | ---------------------- | ---------------------- | ---------------------- | --------------- |
| A | volný los              | Avtandil Črikišvili     | Avtandil Črikišvili    | Avtandil Črikišvili    | Avtandil Črikišvili    | Avtandil Črikišvili    | Takanori Nagase |
| A | volný los              | Avtandil Črikišvili     | Avtandil Črikišvili    | Avtandil Črikišvili    | Avtandil Črikišvili    | Avtandil Črikišvili    | Takanori Nagase |
| A | volný los              | Frank De Wit            | Avtandil Črikišvili    | Avtandil Črikišvili    | Avtandil Črikišvili    | Avtandil Črikišvili    | Takanori Nagase |
| A | volný los              | Frank De Wit            | Avtandil Črikišvili    | Avtandil Črikišvili    | Avtandil Črikišvili    | Avtandil Črikišvili    | Takanori Nagase |
| A | volný los              | Jevgenij Salejev        | Aziz Kalkamanuly       | Avtandil Črikišvili    | Avtandil Črikišvili    | Avtandil Črikišvili    | Takanori Nagase |
| A | volný los              | Jevgenij Salejev        | Aziz Kalkamanuly       | Avtandil Črikišvili    | Avtandil Črikišvili    | Avtandil Črikišvili    | Takanori Nagase |
| A | volný los              | Aziz Kalkamanuly        | Aziz Kalkamanuly       | Avtandil Črikišvili    | Avtandil Črikišvili    | Avtandil Črikišvili    | Takanori Nagase |
| A | volný los              | Aziz Kalkamanuly        | Aziz Kalkamanuly       | Avtandil Črikišvili    | Avtandil Črikišvili    | Avtandil Črikišvili    | Takanori Nagase |
| A | volný los              | Sveinbjörn Iura         | Saiddžamal Alimardanov | László Csoknyai        | Avtandil Črikišvili    | Avtandil Črikišvili    | Takanori Nagase |
| A | volný los              | Sveinbjörn Iura         | Saiddžamal Alimardanov | László Csoknyai        | Avtandil Črikišvili    | Avtandil Črikišvili    | Takanori Nagase |
| A | volný los              | Saiddžamal Alimardanov  | Saiddžamal Alimardanov | László Csoknyai        | Avtandil Črikišvili    | Avtandil Črikišvili    | Takanori Nagase |
| A | volný los              | Saiddžamal Alimardanov  | Saiddžamal Alimardanov | László Csoknyai        | Avtandil Črikišvili    | Avtandil Črikišvili    | Takanori Nagase |
| A | volný los              | László Csoknyai         | László Csoknyai        | László Csoknyai        | Avtandil Črikišvili    | Avtandil Črikišvili    | Takanori Nagase |
| A | volný los              | László Csoknyai         | László Csoknyai        | László Csoknyai        | Avtandil Črikišvili    | Avtandil Črikišvili    | Takanori Nagase |
| A | Juan Turcios           | Alain Schmitt           | László Csoknyai        | László Csoknyai        | Avtandil Črikišvili    | Avtandil Črikišvili    | Takanori Nagase |
| A | Alain Schmitt          | Alain Schmitt           | László Csoknyai        | László Csoknyai        | Avtandil Črikišvili    | Avtandil Črikišvili    | Takanori Nagase |
| A | volný los              | Sven Maresch            | Sven Maresch           | Sven Maresch           | Sven Maresch           | Avtandil Črikišvili    | Takanori Nagase |
| A | volný los              | Sven Maresch            | Sven Maresch           | Sven Maresch           | Sven Maresch           | Avtandil Črikišvili    | Takanori Nagase |
| A | volný los              | Vladimir Zalajev        | Sven Maresch           | Sven Maresch           | Sven Maresch           | Avtandil Črikišvili    | Takanori Nagase |
| A | volný los              | Vladimir Zalajev        | Sven Maresch           | Sven Maresch           | Sven Maresch           | Avtandil Črikišvili    | Takanori Nagase |
| A | volný los              | Eoin Coughlan           | Diogo Lima             | Sven Maresch           | Sven Maresch           | Avtandil Črikišvili    | Takanori Nagase |
| A | volný los              | Eoin Coughlan           | Diogo Lima             | Sven Maresch           | Sven Maresch           | Avtandil Črikišvili    | Takanori Nagase |
| A | Diogo Lima             | Diogo Lima              | Diogo Lima             | Sven Maresch           | Sven Maresch           | Avtandil Črikišvili    | Takanori Nagase |
| A | Alain Aprahamian       | Diogo Lima              | Diogo Lima             | Sven Maresch           | Sven Maresch           | Avtandil Črikišvili    | Takanori Nagase |
| A | volný los              | Boas Munyonga           | Ivajlo Ivanov          | Robin Pacek            | Sven Maresch           | Avtandil Črikišvili    | Takanori Nagase |
| A | volný los              | Boas Munyonga           | Ivajlo Ivanov          | Robin Pacek            | Sven Maresch           | Avtandil Črikišvili    | Takanori Nagase |
| A | volný los              | Ivajlo Ivanov           | Ivajlo Ivanov          | Robin Pacek            | Sven Maresch           | Avtandil Črikišvili    | Takanori Nagase |
| A | volný los              | Ivajlo Ivanov           | Ivajlo Ivanov          | Robin Pacek            | Sven Maresch           | Avtandil Črikišvili    | Takanori Nagase |
| A | volný los              | Robin Pacek             | Robin Pacek            | Robin Pacek            | Sven Maresch           | Avtandil Črikišvili    | Takanori Nagase |
| A | volný los              | Robin Pacek             | Robin Pacek            | Robin Pacek            | Sven Maresch           | Avtandil Črikišvili    | Takanori Nagase |
| A | Konstantin Ovčinnikov  | Konstantin Ovčinnikov   | Robin Pacek            | Robin Pacek            | Sven Maresch           | Avtandil Črikišvili    | Takanori Nagase |
| A | Gadiel Miranda         | Konstantin Ovčinnikov   | Robin Pacek            | Robin Pacek            | Sven Maresch           | Avtandil Črikišvili    | Takanori Nagase |
| B | volný los              | Ivan Nifontov           | Ivan Nifontov          | I Sung-su              | I Sung-su              | Takanori Nagase        | Takanori Nagase |
| B | volný los              | Ivan Nifontov           | Ivan Nifontov          | I Sung-su              | I Sung-su              | Takanori Nagase        | Takanori Nagase |
| B | Jaromír Musil          | Jaromír Musil           | Ivan Nifontov          | I Sung-su              | I Sung-su              | Takanori Nagase        | Takanori Nagase |
| B | Matúš Milichovský      | Jaromír Musil           | Ivan Nifontov          | I Sung-su              | I Sung-su              | Takanori Nagase        | Takanori Nagase |
| B | volný los              | Nikon Zaborosčuk        | I Sung-su              | I Sung-su              | I Sung-su              | Takanori Nagase        | Takanori Nagase |
| B | volný los              | Nikon Zaborosčuk        | I Sung-su              | I Sung-su              | I Sung-su              | Takanori Nagase        | Takanori Nagase |
| B | volný los              | I Sung-su               | I Sung-su              | I Sung-su              | I Sung-su              | Takanori Nagase        | Takanori Nagase |
| B | volný los              | I Sung-su               | I Sung-su              | I Sung-su              | I Sung-su              | Takanori Nagase        | Takanori Nagase |
| B | volný los              | Roman Mustopulos        | Leandro Guilheiro      | Leandro Guilheiro      | I Sung-su              | Takanori Nagase        | Takanori Nagase |
| B | volný los              | Roman Mustopulos        | Leandro Guilheiro      | Leandro Guilheiro      | I Sung-su              | Takanori Nagase        | Takanori Nagase |
| B | volný los              | Leandro Guilheiro       | Leandro Guilheiro      | Leandro Guilheiro      | I Sung-su              | Takanori Nagase        | Takanori Nagase |
| B | volný los              | Leandro Guilheiro       | Leandro Guilheiro      | Leandro Guilheiro      | I Sung-su              | Takanori Nagase        | Takanori Nagase |
| B | Jakub Kubieniec        | Jakub Kubieniec         | Jakub Kubieniec        | Leandro Guilheiro      | I Sung-su              | Takanori Nagase        | Takanori Nagase |
| B | Kodo Nakano            | Jakub Kubieniec         | Jakub Kubieniec        | Leandro Guilheiro      | I Sung-su              | Takanori Nagase        | Takanori Nagase |
| B | volný los              | Rafael Davtjan          | Jakub Kubieniec        | Leandro Guilheiro      | I Sung-su              | Takanori Nagase        | Takanori Nagase |
| B | volný los              | Rafael Davtjan          | Jakub Kubieniec        | Leandro Guilheiro      | I Sung-su              | Takanori Nagase        | Takanori Nagase |
| B | volný los              | Takanori Nagase         | Takanori Nagase        | Takanori Nagase        | Takanori Nagase        | Takanori Nagase        | Takanori Nagase |
| B | volný los              | Takanori Nagase         | Takanori Nagase        | Takanori Nagase        | Takanori Nagase        | Takanori Nagase        | Takanori Nagase |
| B | volný los              | Durdymurat Hodžagulijev | Takanori Nagase        | Takanori Nagase        | Takanori Nagase        | Takanori Nagase        | Takanori Nagase |
| B | volný los              | Durdymurat Hodžagulijev | Takanori Nagase        | Takanori Nagase        | Takanori Nagase        | Takanori Nagase        | Takanori Nagase |
| B | volný los              | Paul Kibikai            | Ivan Silva             | Takanori Nagase        | Takanori Nagase        | Takanori Nagase        | Takanori Nagase |
| B | volný los              | Paul Kibikai            | Ivan Silva             | Takanori Nagase        | Takanori Nagase        | Takanori Nagase        | Takanori Nagase |
| B | volný los              | Ivan Silva              | Ivan Silva             | Takanori Nagase        | Takanori Nagase        | Takanori Nagase        | Takanori Nagase |
| B | volný los              | Ivan Silva              | Ivan Silva             | Takanori Nagase        | Takanori Nagase        | Takanori Nagase        | Takanori Nagase |
| B | volný los              | Josateki Naulu          | Mohamed Abd-el-Ál      | Mohamed Abd-el-Ál      | Takanori Nagase        | Takanori Nagase        | Takanori Nagase |
| B | volný los              | Josateki Naulu          | Mohamed Abd-el-Ál      | Mohamed Abd-el-Ál      | Takanori Nagase        | Takanori Nagase        | Takanori Nagase |
| B | volný los              | Mohamed Abd-el-Ál       | Mohamed Abd-el-Ál      | Mohamed Abd-el-Ál      | Takanori Nagase        | Takanori Nagase        | Takanori Nagase |
| B | volný los              | Mohamed Abd-el-Ál       | Mohamed Abd-el-Ál      | Mohamed Abd-el-Ál      | Takanori Nagase        | Takanori Nagase        | Takanori Nagase |
| B | Cristian Bodirlau      | Joachim Bottieau        | Joachim Bottieau       | Mohamed Abd-el-Ál      | Takanori Nagase        | Takanori Nagase        | Takanori Nagase |
| B | Joachim Bottieau       | Joachim Bottieau        | Joachim Bottieau       | Mohamed Abd-el-Ál      | Takanori Nagase        | Takanori Nagase        | Takanori Nagase |
| B | volný los              | Elias Nacif             | Joachim Bottieau       | Mohamed Abd-el-Ál      | Takanori Nagase        | Takanori Nagase        | Takanori Nagase |
| B | volný los              | Elias Nacif             | Joachim Bottieau       | Mohamed Abd-el-Ál      | Takanori Nagase        | Takanori Nagase        | Takanori Nagase |
| C | volný los              | Antoine Valois-Fortier  | Antoine Valois-Fortier | Antoine Valois-Fortier | Antoine Valois-Fortier | Antoine Valois-Fortier | Loïc Pietri     |
| C | volný los              | Antoine Valois-Fortier  | Antoine Valois-Fortier | Antoine Valois-Fortier | Antoine Valois-Fortier | Antoine Valois-Fortier | Loïc Pietri     |
| C | Otgonbátaryn Úganbátar | Otgonbátaryn Úganbátar  | Antoine Valois-Fortier | Antoine Valois-Fortier | Antoine Valois-Fortier | Antoine Valois-Fortier | Loïc Pietri     |
| C | Ivica Pavlinic         | Otgonbátaryn Úganbátar  | Antoine Valois-Fortier | Antoine Valois-Fortier | Antoine Valois-Fortier | Antoine Valois-Fortier | Loïc Pietri     |
| C | volný los              | Nemanja Majdov          | Szabolcs Krizsán       | Antoine Valois-Fortier | Antoine Valois-Fortier | Antoine Valois-Fortier | Loïc Pietri     |
| C | volný los              | Nemanja Majdov          | Szabolcs Krizsán       | Antoine Valois-Fortier | Antoine Valois-Fortier | Antoine Valois-Fortier | Loïc Pietri     |
| C | volný los              | Szabolcs Krizsán        | Szabolcs Krizsán       | Antoine Valois-Fortier | Antoine Valois-Fortier | Antoine Valois-Fortier | Loïc Pietri     |
| C | volný los              | Szabolcs Krizsán        | Szabolcs Krizsán       | Antoine Valois-Fortier | Antoine Valois-Fortier | Antoine Valois-Fortier | Loïc Pietri     |
| C | volný los              | Farhad Rahimov          | Travis Stevens         | Alexander Wieczerzak   | Antoine Valois-Fortier | Antoine Valois-Fortier | Loïc Pietri     |
| C | volný los              | Farhad Rahimov          | Travis Stevens         | Alexander Wieczerzak   | Antoine Valois-Fortier | Antoine Valois-Fortier | Loïc Pietri     |
| C | volný los              | Travis Stevens          | Travis Stevens         | Alexander Wieczerzak   | Antoine Valois-Fortier | Antoine Valois-Fortier | Loïc Pietri     |
| C | volný los              | Travis Stevens          | Travis Stevens         | Alexander Wieczerzak   | Antoine Valois-Fortier | Antoine Valois-Fortier | Loïc Pietri     |
| C | volný los              | Alexander Wieczerzak    | Alexander Wieczerzak   | Alexander Wieczerzak   | Antoine Valois-Fortier | Antoine Valois-Fortier | Loïc Pietri     |
| C | volný los              | Alexander Wieczerzak    | Alexander Wieczerzak   | Alexander Wieczerzak   | Antoine Valois-Fortier | Antoine Valois-Fortier | Loïc Pietri     |
| C | volný los              | Srđan Mrvaljević        | Alexander Wieczerzak   | Alexander Wieczerzak   | Antoine Valois-Fortier | Antoine Valois-Fortier | Loïc Pietri     |
| C | volný los              | Srđan Mrvaljević        | Alexander Wieczerzak   | Alexander Wieczerzak   | Antoine Valois-Fortier | Antoine Valois-Fortier | Loïc Pietri     |
| C | volný los              | Kim Če-pom              | Carlos Luz             | Valerij Duminika       | Valerij Duminika       | Antoine Valois-Fortier | Loïc Pietri     |
| C | volný los              | Kim Če-pom              | Carlos Luz             | Valerij Duminika       | Valerij Duminika       | Antoine Valois-Fortier | Loïc Pietri     |
| C | Alexandr Stěšenko      | Carlos Luz              | Carlos Luz             | Valerij Duminika       | Valerij Duminika       | Antoine Valois-Fortier | Loïc Pietri     |
| C | Carlos Luz             | Carlos Luz              | Carlos Luz             | Valerij Duminika       | Valerij Duminika       | Antoine Valois-Fortier | Loïc Pietri     |
| C | volný los              | Valerij Duminika        | Valerij Duminika       | Valerij Duminika       | Valerij Duminika       | Antoine Valois-Fortier | Loïc Pietri     |
| C | volný los              | Valerij Duminika        | Valerij Duminika       | Valerij Duminika       | Valerij Duminika       | Antoine Valois-Fortier | Loïc Pietri     |
| C | volný los              | Marcel Ott              | Valerij Duminika       | Valerij Duminika       | Valerij Duminika       | Antoine Valois-Fortier | Loïc Pietri     |
| C | volný los              | Marcel Ott              | Valerij Duminika       | Valerij Duminika       | Valerij Duminika       | Antoine Valois-Fortier | Loïc Pietri     |
| C | volný los              | Abdalkarim Al-Biši      | Emmanuel Lucenti       | Adrian Nacimiento      | Valerij Duminika       | Antoine Valois-Fortier | Loïc Pietri     |
| C | volný los              | Abdalkarim Al-Biši      | Emmanuel Lucenti       | Adrian Nacimiento      | Valerij Duminika       | Antoine Valois-Fortier | Loïc Pietri     |
| C | volný los              | Emmanuel Lucenti        | Emmanuel Lucenti       | Adrian Nacimiento      | Valerij Duminika       | Antoine Valois-Fortier | Loïc Pietri     |
| C | volný los              | Emmanuel Lucenti        | Emmanuel Lucenti       | Adrian Nacimiento      | Valerij Duminika       | Antoine Valois-Fortier | Loïc Pietri     |
| C | volný los              | Adrian Nacimiento       | Adrian Nacimiento      | Adrian Nacimiento      | Valerij Duminika       | Antoine Valois-Fortier | Loïc Pietri     |
| C | volný los              | Adrian Nacimiento       | Adrian Nacimiento      | Adrian Nacimiento      | Valerij Duminika       | Antoine Valois-Fortier | Loïc Pietri     |
| C | Eri Chemupatchu        | Andranik Čaparjan       | Adrian Nacimiento      | Adrian Nacimiento      | Valerij Duminika       | Antoine Valois-Fortier | Loïc Pietri     |
| C | Andranik Čaparjan      | Andranik Čaparjan       | Adrian Nacimiento      | Adrian Nacimiento      | Valerij Duminika       | Antoine Valois-Fortier | Loïc Pietri     |
| D | volný los              | Loïc Pietri             | Loïc Pietri            | Loïc Pietri            | Loïc Pietri            | Loïc Pietri            | Loïc Pietri     |
| D | volný los              | Loïc Pietri             | Loïc Pietri            | Loïc Pietri            | Loïc Pietri            | Loïc Pietri            | Loïc Pietri     |
| D | volný los              | Saíd Molaí              | Loïc Pietri            | Loïc Pietri            | Loïc Pietri            | Loïc Pietri            | Loïc Pietri     |
| D | volný los              | Saíd Molaí              | Loïc Pietri            | Loïc Pietri            | Loïc Pietri            | Loïc Pietri            | Loïc Pietri     |
| D | Denis Mititelu         | Abdelaziz Ben-Ammar     | Antonio Ciano          | Loïc Pietri            | Loïc Pietri            | Loïc Pietri            | Loïc Pietri     |
| D | Abdelaziz Ben-Ammar    | Abdelaziz Ben-Ammar     | Antonio Ciano          | Loïc Pietri            | Loïc Pietri            | Loïc Pietri            | Loïc Pietri     |
| D | volný los              | Antonio Ciano           | Antonio Ciano          | Loïc Pietri            | Loïc Pietri            | Loïc Pietri            | Loïc Pietri     |
| D | volný los              | Antonio Ciano           | Antonio Ciano          | Loïc Pietri            | Loïc Pietri            | Loïc Pietri            | Loïc Pietri     |
| D | volný los              | Antti Virta             | Alexis Danacidis       | Alexis Danacidis       | Loïc Pietri            | Loïc Pietri            | Loïc Pietri     |
| D | volný los              | Antti Virta             | Alexis Danacidis       | Alexis Danacidis       | Loïc Pietri            | Loïc Pietri            | Loïc Pietri     |
| D | volný los              | Alexis Danacidis        | Alexis Danacidis       | Alexis Danacidis       | Loïc Pietri            | Loïc Pietri            | Loïc Pietri     |
| D | volný los              | Alexis Danacidis        | Alexis Danacidis       | Alexis Danacidis       | Loïc Pietri            | Loïc Pietri            | Loïc Pietri     |
| D | volný los              | Tedžen Tedženov         | Tedžen Tedženov        | Alexis Danacidis       | Loïc Pietri            | Loïc Pietri            | Loïc Pietri     |
| D | volný los              | Tedžen Tedženov         | Tedžen Tedženov        | Alexis Danacidis       | Loïc Pietri            | Loïc Pietri            | Loïc Pietri     |
| D | Hermann Monne          | Pedro Castro            | Tedžen Tedženov        | Alexis Danacidis       | Loïc Pietri            | Loïc Pietri            | Loïc Pietri     |
| D | Pedro Castro           | Pedro Castro            | Tedžen Tedženov        | Alexis Danacidis       | Loïc Pietri            | Loïc Pietri            | Loïc Pietri     |
| D | volný los              | Victor Penalber         | Victor Penalber        | Victor Penalber        | Victor Penalber        | Loïc Pietri            | Loïc Pietri     |
| D | volný los              | Victor Penalber         | Victor Penalber        | Victor Penalber        | Victor Penalber        | Loïc Pietri            | Loïc Pietri     |
| D | volný los              | Sergiu Toma             | Victor Penalber        | Victor Penalber        | Victor Penalber        | Loïc Pietri            | Loïc Pietri     |
| D | volný los              | Sergiu Toma             | Victor Penalber        | Victor Penalber        | Victor Penalber        | Loïc Pietri            | Loïc Pietri     |
| D | volný los              | Fetra Ratsimiziva       | Marlon Acacio          | Victor Penalber        | Victor Penalber        | Loïc Pietri            | Loïc Pietri     |
| D | volný los              | Fetra Ratsimiziva       | Marlon Acacio          | Victor Penalber        | Victor Penalber        | Loïc Pietri            | Loïc Pietri     |
| D | volný los              | Marlon Acacio           | Marlon Acacio          | Victor Penalber        | Victor Penalber        | Loïc Pietri            | Loïc Pietri     |
| D | volný los              | Marlon Acacio           | Marlon Acacio          | Victor Penalber        | Victor Penalber        | Loïc Pietri            | Loïc Pietri     |
| D | volný los              | Pak Hong-i              | Jahja Imamov           | Jahja Imamov           | Victor Penalber        | Loïc Pietri            | Loïc Pietri     |
| D | volný los              | Pak Hong-i              | Jahja Imamov           | Jahja Imamov           | Victor Penalber        | Loïc Pietri            | Loïc Pietri     |
| D | Jahja Imamov           | Jahja Imamov            | Jahja Imamov           | Jahja Imamov           | Victor Penalber        | Loïc Pietri            | Loïc Pietri     |
| D | Odaj Thavab            | Jahja Imamov            | Jahja Imamov           | Jahja Imamov           | Victor Penalber        | Loïc Pietri            | Loïc Pietri     |
| D | volný los              | Łukasz Błach            | Ušangi Margiani        | Jahja Imamov           | Victor Penalber        | Loïc Pietri            | Loïc Pietri     |
| D | volný los              | Łukasz Błach            | Ušangi Margiani        | Jahja Imamov           | Victor Penalber        | Loïc Pietri            | Loïc Pietri     |
| D | volný los              | Ušangi Margiani         | Ušangi Margiani        | Jahja Imamov           | Victor Penalber        | Loïc Pietri            | Loïc Pietri     |
| D | volný los              | Ušangi Margiani         | Ušangi Margiani        | Jahja Imamov           | Victor Penalber        | Loïc Pietri            | Loïc Pietri     |